# Paracyprichromis nigripinnis
Paracyprichromis nigripinnis är en fiskart som först beskrevs av Boulenger, 1901.  Paracyprichromis nigripinnis ingår i släktet Paracyprichromis och familjen Cichlidae. IUCN kategoriserar arten globalt som livskraftig. Inga underarter finns listade i Catalogue of Life.